# Ligier JS31
Chronologie des modèles (1988)
Ligier JS29 Ligier JS33
La Ligier JS31 est la monoplace de Formule 1 engagée par l'écurie française Ligier dans le cadre du championnat du monde de Formule 1 1988. Elle est pilotée par le Français René Arnoux et le Suédois Stefan Johansson. Elle est propulsée par un moteur V8 Judd.

## Historique
La Ligier JS31 se distingue par des pontons arrondis et d'une direction assistée. Elle est équipée de deux réservoirs d'essence reliés entre eux : l'un, placé derrière le pilote, et l'autre, situé à l'arrière entre le moteur et la boîte de vitesses. Le pilote peut vidanger ces deux réservoirs pour modifier la répartition des masses et le centre de gravité de la monoplace.
La JS31 subit des modifications dès le Grand Prix de Saint-Marin, deuxième manche du championnat du monde de Formule 1 1988. Après des essais privés menés à Monza, la direction assistée est abandonnée et une nouvelle suspension arrière est mise au point. Malgré cela, pour la première fois de son histoire en Formule 1, Ligier ne qualifie aucun de ses pilotes à Saint-Marin, en raison d'un manque de motricité et de problèmes de sous-virage et de survirage, à tel point que René Arnoux déclare que la JS31 est « la pire monoplace [qu'il n'ait] jamais conduite ».
Au printemps 1988, Ligier déménage ses ateliers à Magny-Cours, près du circuit de Nevers Magny-Cours, qui doit servir de nouvelle piste d'essais pour l'écurie française. Cette installation est facilitée par le Président de la République François Mitterrand, ancien député de la Nièvre, et soutenu par Guy Ligier.
À la mi-saison, alors que Ligier vient d'engager l'ingénieur britannique Frank Dernie pour concevoir la Ligier JS33 de 1989, Michel Têtu effectue des essais de soufflerie à l'Imperial College London pour tenter de remédier aux problèmes de la JS31 : très peu performante, ni très fiable, elle n'a marqué aucun point cette saison. Têtu démissionne finalement à l'issue du Grand Prix d'Allemagne. Quelques semaines plus tard, en marge du Grand Prix d'Allemagne, Frank Dernie rompt l'accord conclu avec Ligier pour rejoindre le Team Lotus.

## Résultats en championnat du monde de Formule 1
| Saison | Écurie      | Moteur     | Pneus    | Pilotes          | Courses | Courses | Courses | Courses | Courses | Courses | Courses | Courses | Courses | Courses | Courses | Courses | Courses | Courses | Courses | Courses | Points inscrits | Classement |
| Saison | Écurie      | Moteur     | Pneus    | Pilotes          | 1       | 2       | 3       | 4       | 5       | 6       | 7       | 8       | 9       | 10      | 11      | 12      | 13      | 14      | 15      | 16      | Points inscrits | Classement |
| ------ | ----------- | ---------- | -------- | ---------------- | ------- | ------- | ------- | ------- | ------- | ------- | ------- | ------- | ------- | ------- | ------- | ------- | ------- | ------- | ------- | ------- | --------------- | ---------- |
| 1988   | Ligier Loto | Judd CV V8 | Goodyear |                  | BRÉ     | SMR     | MON     | MEX     | CAN     | DET     | FRA     | GBR     | ALL     | HON     | BEL     | ITA     | POR     | ESP     | JAP     | AUS     | 0               | 15e        |
| 1988   | Ligier Loto | Judd CV V8 | Goodyear | René Arnoux      | Abd     | Nq      | Abd     | Abd     | Abd     | Abd     | Nq      | 18e     | 17e     | Abd     | Abd     | 13e     | 10e     | Abd     | 17e     | Abd     | 0               | 15e        |
| 1988   | Ligier Loto | Judd CV V8 | Goodyear | Stefan Johansson | 9e      | Nq      | Abd     | 10e     | Abd     | Abd     | Nq      | Nq      | Nq      | Abd     | 11e     | Nq      | Abd     | Abd     | Nq      | 9e      | 0               | 15e        |

Légende : ici 